# یام (پیشوا)
یام (ورامین)، روستایی از توابع بخش پیشوا شهرستان ورامین در استان تهران ایران است.

## جمعیت
این روستا در دهستان بهنام سوخته جنوبی قرار دارد و براساس سرشماری مرکز آمار ایران در سال ۱۳۸۵، جمعیت آن ۳۴۶ نفر (۹۲خانوار) بوده‌است.
و روبروی روستا کارخانه بسته بندی خوشنام یام قرار دارد.